# Icône de la Miséricorde divine
L'icône de la Miséricorde divine, ou image de Jésus Miséricordieux en abrégé est une réalisation artistique de la révélation de Jésus-Christ à sœur Faustine Kowalska sous forme de vision. Jésus-Christ lui-même lui en aurait demandé la réalisation artistique. Il existe trois versions de l'image interprétant la vision.

## Vision de Jésus-Christ
Dans son journal personnel intitulé le Petit Journal, écrit entre 1933 et 1938, Sœur Faustine Kowalska rapporte une vision qu'elle aurait reçue de Jésus le 22 février 1931,. 
« Un soir, alors que j'étais dans ma cellule, je vis Jésus vêtu d'une tunique blanche, une main levée pour bénir, la seconde touchait son vêtement sur la poitrine. De la tunique entrouverte sur la poitrine sortaient deux grands rayons, l'un rouge, l'autre pâle ». (Petit Journal 47)
Les textes de Faustine indiquent que Jésus lui aurait demandé de le peindre de la façon dont elle l'a vu dans sa cellule de Płock au couvent,, ce qu'elle tenta mais n'ayant pas les compétences nécessaires, ce fut sans succès.
« Après un moment Jésus me dit : Peins un tableau selon l'image que tu vois, avec l'inscription: Jésus, j'ai confiance en Toi. Je désire qu'on honore cette image, d'abord dans votre chapelle, puis dans le monde entier. Je promets que l'âme qui honorera cette image ne sera pas perdue. Je lui promets aussi la victoire sur ses ennemis dès ici-bas, et spécialement à l'heure de la mort ». (Petit Journal 47-48)
En 1933, son confesseur, Michel Sopoćko crut en sa vision et sa mission d'annoncer la Divine Miséricorde. Il demanda en 1934 au peintre Eugeniusz Kazimirowski de réaliser un tableau suivant la description de sœur Faustine. Il y aura deux autres peintures de la même vision,.

## Description
Jésus, le regard baissé, bénit de sa main droite alors qu'un rayon blanc et un rayon rouge sortent de son cœur. Sœur Faustine, dans son Petit Journal, rapporte les mots du Christ : « Le rayon translucide signifie l'eau qui justifie les âmes ; le rayon rouge signifie le sang qui est la vie des âmes. Ces deux rayons ont jailli des entrailles de ma Miséricorde lorsque mon coeur, agonisant sur la croix, a été ouvert par la lance. Ces rayons protègent les âmes de la colère de mon Père. » Jésus est représenté avec une tunique blanche entourée de lumière, sur fond noir, et en bas est écrite la phrase « Jezu, ufam tobie » (Jésus, j'ai confiance en toi),.

## Les différents tableaux

### Peinture d'Eugène Kazimirowski

Version par Adolf Hyla (1943)

C’est le premier tableau mais également le seul peint du vivant de Faustine Kowalska. Malgré l’intransigeante surveillance de la religieuse et du prêtre Michał Sopoćko, dans le but d'obtenir une image fidèle à la vision, suivant rigoureusement les indications, la sœur trouva Jésus-Christ moins beau que celui de sa vision. Elle s'adressa au Christ lui-même qui lui aurait répondu : « Sache que ce n'est ni dans la beauté des couleurs, ni dans celle du coup de pinceau que réside la grandeur de ce tableau, mais dans Ma grâce ».
Dans une autre vision, Jésus demande à sœur Faustine que le tableau soit exposé à la  vénération publique. En 1934, le père Michał Sopoćko expose donc la peinture à la Porte de l'Aurore de Vilnius et des reproductions sont diffusées. Après plusieurs lieux d’exposition le tableau restera à l’église Saint Michel de Vilnius jusqu’en 1941 où il est expertisé et reconnu comme œuvre d’art religieux contemporain.
En 1948, l’église Saint-Michel est fermée par les autorités civiles. Le tableau est transféré dans une autre église et il sera finalement racheté en 1950 au liquidateur de l’église Saint-Michel.
En 1956, il est exposé en Biélorussie, à l'église de Nowa Ruda à côté de Grodno.
En 1986, il est remplacé par une copie et l'original est transféré à Vilnius à l’église du Saint Esprit. Il a subi plusieurs restaurations plus ou moins bien réalisées.
En avril 2003, il retrouve son aspect et sa forme d’origine grâce à la restauratrice Edyta Hankowska-Czerwinska, diplômée de la Faculté de Beaux-Arts de l’Université Nicolas Copernic.
La peinture originale restaurée de Kazimirowski se trouve depuis 2005 au sanctuaire de la Divine Miséricorde à Vilnius.

### Peinture Stanislas Batowski
En 1930, les sœurs de Notre-Dame de la Miséricorde demandent à Stanisław Batowski de réaliser un tableau de la vision mais celui-ci est détruit dans un incendie. Une seconde mouture est réalisée, approuvée par le cardinal Sapieha.

### Image d'Adolf Hyła
C’est la représentation la plus populaire diffusée dans le monde entier, réalisée à partir d’une reproduction de Kazimirowski et de la description dans le journal de sœur Faustine alors décédée. Le peintre l'installe dans le sanctuaire de la Divine Miséricorde à Cracovie. L'œuvre est exposée au Sanctuaire de la Miséricorde divine de Cracovie.

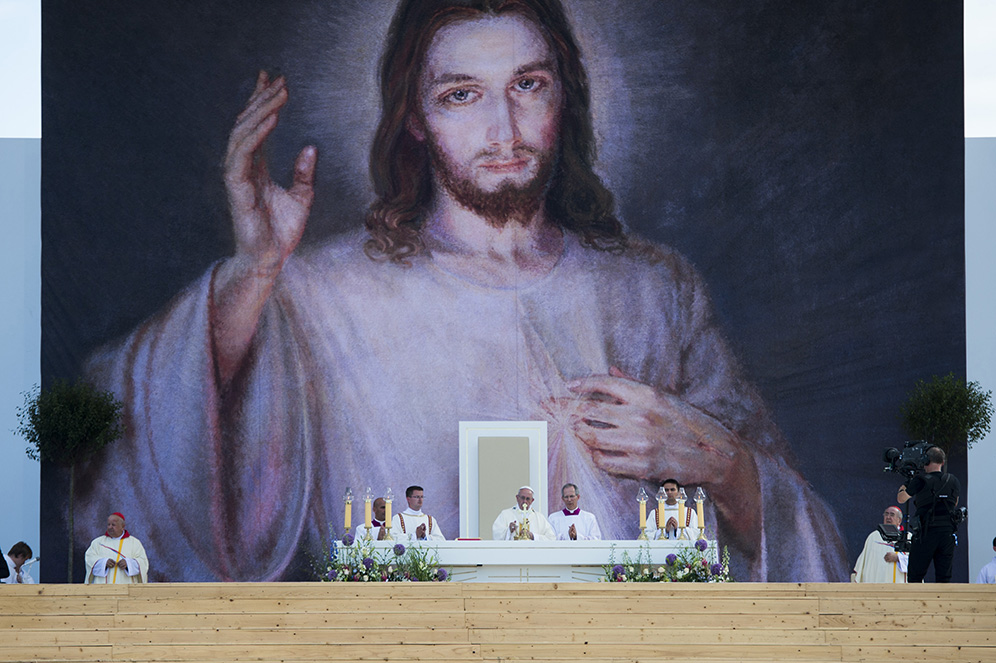
Pape François célébrant la Journées mondiales de la jeunesse en 2016 devant l'Icône de la Miséricorde Divine

### Image d'Robert Skemp
La troisième image devenue populaire est une peinture de l'artiste américain Robert Skemp, commandée par les Pères mariaux dans les années 1970 et achevée en 1982. Skemp représentait Jésus debout devant une porte voûtée, une lumière circulaire sur la tête. La version de Skemp, avec celle d'Hyła, sont les images de la Divine Miséricorde les plus vénérées aux Philippines,,.

## Postérité
La représentation de Jésus miséricordieux a d'abord suscité la méfiance, la Congrégation du Saint-Office ayant émis des griefs et réticences contre les écrits de Sœur Faustine. La Congrégation de la Doctrine de la Foi annule en 1978 cette notification relançant un renouveau pour ensuite s'étendre dans toute la chrétienté. L'icône a obtenu ses lettres de noblesse avec la béatification de sœur Faustine par son défenseur Jean-Paul II,. Priée par Jean-Paul II ainsi que par ses successeurs, Jésus Miséricordieux est représenté dans la majorité des églises polonaises,.
En 2022, le projet de peintures contemporaines  « Paint Catholicism from New » a pour objectif de faire revivre la tradition de l'art sacré. Il est défini en coopération avec des théologiens, des historiens de l'art et des philosophes. Le cahier des charges précise que les œuvres doivent avoir été réalisées conformément aux instructions consignées dans le journal de Faustine Kowalska. Les peintres ont préalablement examiné l'original de Kazimirowski à Vinius. L'exposition a eu lieu à Cracovie.